# Paweł Wołłowicz (biskup)
Paweł Wołłowicz herbu Bogoria (ur. ?, zm. pomiędzy 1607 a 1609) – polski duchowny rzymskokatolicki, biskup łucki.

## Życiorys
W 1607 mianowany biskupem łuckim. Brak informacji czy otrzymał prowizję od papieża Pawła V oraz kiedy i od kogo przyjął sakrę biskupią. Brak jest również danych czy do sakry doszło.
Wkrótce po nominacji zmarł. Źródła wahają się co do roku śmierci pomiędzy 1607 a 1609.